# Padang Pasir (Rikit Gaib)
Padang Pasir is een bestuurslaag in het regentschap Gayo Lues van de provincie Atjeh, Indonesië. Padang Pasir telt 193 inwoners (volkstelling 2010).